# Sonny Silooy
Sonny Silooy, all'anagrafe Jan Jacobus Silooy (Rotterdam, 31 agosto 1963), è un allenatore di calcio, dirigente sportivo ed ex calciatore olandese, di ruolo difensore, tecnico in seconda della squadra femminile dell'Ajax.
Utilizzato come difensore centrale o come terzino destro, ha trascorso gran parte della sua carriera calcistica nell'Ajax, con cui ha vinto vari trofei; tra questi sei campionati olandesi, una Coppa delle Coppe e una Coppa UEFA. Ha inoltre giocato per la nazionale di calcio olandese, collezionando 25 presenze.

## Carriera

### Giocatore

#### Club
Fa il suo ingresso in prima squadra nella stagione 1980-1981, esordendo in Eredivisie il 3 maggio 1981 nella vittoria per 2-1 sullo Sparta Rotterdam. Vince due titoli olandesi pur scendendo poco in campo, ma diventa titolare con Aad de Mos in panchina, a partire dalla stagione 1983-1984. Conquista poi la Coppa delle Coppe 1986-1987, fornendo tra l'altro il cross che permette a Marco van Basten di segnare di testa l'unico gol nella finale contro la Lokomotive Lipsia. Si trasferisce quindi al RC France dove rimane due anni, prima far ritorno ad Amsterdam.
Dopo le prime stagioni con poche presenze viene di nuovo utilizzato con una certa continuità sotto la gestione di Louis van Gaal. A causa di un infortunio, non scende però mai in campo nella vittoriosa stagione 1994-1995, disputando quindi l'ultima gara coi Lancieri a Roma, la finale della UEFA Champions League 1995-1996, persa ai tiri di rigore contro la Juventus. Silooy è uno dei candidati a tirare dagli undici metri, ma sbaglia. Riguardo a questo errore affermerà molto tempo dopo che sia lui che Edgar Davids, che pure sbagliò, si sentirono in dovere di calciare dagli undici metri unicamente per senso di responsabilità pur non essendo degli specialisti, in quanto in molti dei loro compagni si rifiutarono; lui in particolare tirò male e proprio nella direzione in cui si stava già tuffando Angelo Peruzzi.
Silooy trascorre poi due stagioni all'Arminia Bielefeld, squadra militante in Bundesliga che retrocede nell'ultima di queste, ed infine torna in Eredivisie per altre due stagioni, indossando la maglia del De Graafschap.

#### Nazionale
Indossa la maglia della nazionale dei Paesi Bassi in venticinque occasioni senza mai segnare. In particolare gioca tutte le gare di qualificazione per la vittoriosa spedizione del campionato d'Europa 1988, alla quale tuttavia dovrà rinunciare a causa di un problema all'occhio.

## Statistiche

### Presenze e reti nei club
| Stagione                 | Squadra                  | Campionato               | Campionato | Campionato | Coppe nazionali | Coppe nazionali | Coppe nazionali | Coppe continentali | Coppe continentali | Coppe continentali | Altre coppe | Altre coppe | Altre coppe | Totale | Totale |
| Stagione                 | Squadra                  | Comp                     | Pres       | Reti       | Comp            | Pres            | Reti            | Comp               | Pres               | Reti               | Comp        | Pres        | Reti        | Pres   | Reti   |
| ------------------------ | ------------------------ | ------------------------ | ---------- | ---------- | --------------- | --------------- | --------------- | ------------------ | ------------------ | ------------------ | ----------- | ----------- | ----------- | ------ | ------ |
| 1980-1981                | Ajax                     | ED                       | 1          | 0          | CO              | -               | -               | CC                 | -                  | -                  | -           | -           | -           | 1      | 0      |
| 1981-1982                | Ajax                     | ED                       | 3          | 1          | CO              | -               | -               | CdC                | 1                  | 0                  | -           | -           | -           | 4      | 1      |
| 1982-1983                | Ajax                     | ED                       | 13         | 0          | CO              | 1               | 0               | CC                 | -                  | -                  | -           | -           | -           | 14     | 0      |
| 1983-1984                | Ajax                     | ED                       | 34         | 0          | CO              | 4               | 0               | CC                 | 2                  | 0                  | -           | -           | -           | 40     | 0      |
| 1984-1985                | Ajax                     | ED                       | 33         | 0          | CO              | 3               | 0               | CU                 | 4                  | 0                  | -           | -           | -           | 40     | 0      |
| 1985-1986                | Ajax                     | ED                       | 33         | 2          | CO              | 6               | 1               | CC                 | 2                  | 0                  | -           | -           | -           | 41     | 3      |
| 1986-1987                | Ajax                     | ED                       | 34         | 0          | CO              | 7               | 0               | CdC                | 9                  | 0                  | -           | -           | -           | 50     | 0      |
| giu. -sett.1987          | Ajax                     | ED                       | 6          | 1          | CO              | -               | -               | CdC                | -                  | -                  | -           | -           | -           | 6      | 1      |
| sett. 1987-1988          | RC France                | D1                       | 21         | 0          | CF              | 3               | 0               | -                  | -                  | -                  | -           | -           | -           | 24     | 0      |
| 1988-1989                | RC France                | D1                       | 34         | 0          | CF              | 1               | 0               | -                  | -                  | -                  | -           | -           | -           | 35     | 0      |
| Totale RC Paris          | Totale RC Paris          | Totale RC Paris          | 55         | 0          |                 | 4               | 0               |                    | -                  | -                  |             | -           | -           | 59     | 0      |
| 1989-1990                | Ajax                     | ED                       | 2          | 0          | CO              | -               | -               | CU                 | -                  | -                  | -           | -           | -           | 2      | 0      |
| 1990-1991                | Ajax                     | ED                       | 16         | 0          | CO              | 2               | 0               | -                  | -                  | -                  | -           | -           | -           | 18     | 0      |
| 1991-1992                | Ajax                     | ED                       | 21         | 0          | CO              | 3               | 1               | CU                 | 7                  | -                  | -           | -           | -           | 31     | 1      |
| 1992-1993                | Ajax                     | ED                       | 28         | 0          | CO              | 4               | 0               | CU                 | 5                  | -                  | -           | -           | -           | 37     | 0      |
| 1993-1994                | Ajax                     | ED                       | 33         | 0          | CO              | 4               | 0               | CdC                | 3                  | 0                  | SC          | 1           | 0           | 41     | 0      |
| 1994-1995                | Jong Ajax                |                          | -          | -          | CO              | 1               | 0               |                    | -                  | -                  |             | -           | -           | 1      | 0      |
| 1994-1995                | Ajax                     | ED                       | -          | -          | CO              | 1               | 0               | UCL                | -                  | -                  | SC          | 1           | 0           | 2      | 0      |
| 1995-1996                | Jong Ajax                |                          | -          | -          | CO              | 1               | 1               |                    | -                  | -                  |             | -           | -           | 1      | 0      |
| Totale Jong Ajax         | Totale Jong Ajax         | Totale Jong Ajax         | -          | -          |                 | 2               | 1               |                    | -                  | -                  |             | -           | -           | 2      | 1      |
| 1995-1996                | Ajax                     | ED                       | 11         | 0          | CO              | -               | -               | UCL                | 4                  | -                  | CI+SU       | 0+1         | 0+0         | 16     | 0      |
| Totale Ajax              | Totale Ajax              | Totale Ajax              | 268        | 4          |                 | 35              | 2               |                    | 37                 | 0                  |             | 3           | 0           | 343    | 6      |
| 1996-1997                | Arminia Bielefeld        | BL                       | 20         | 0          | CG              | 2               | 0               | -                  | -                  | -                  | -           | -           | -           | 22     | 0      |
| 1997-1998                | Arminia Bielefeld        | BL                       | 17         | 0          | CG              | 2               | 0               | -                  | -                  | -                  | -           | -           | -           | 19     | 0      |
| Totale Arminia Bielefeld | Totale Arminia Bielefeld | Totale Arminia Bielefeld | 37         | 0          |                 | 4               | 0               |                    |                    |                    |             |             |             | 41     | 0      |
| 1998-1999                | De Graafschap            | ED                       | 29         | 0          | CO              | 3               | 0               | -                  | -                  | -                  | -           | -           | -           | 32     | 0      |
| 1999-2000                | De Graafschap            | ED                       | 17         | 0          | CO              | 1               | 0               | -                  | -                  | -                  | -           | -           | -           | 18     | 0      |
| Totale De Graafschap     | Totale De Graafschap     | Totale De Graafschap     | 46         | 0          |                 | 4               | 0               |                    |                    |                    |             |             |             | 50     | 0      |
| 2000-2001                | GVV Unitas               | ?                        | ?          | ?          |                 | -               | -               | -                  | -                  | -                  | -           | -           | -           | ?      | ?      |
| 2001-2002                | GVV Unitas               | ?                        | ?          | ?          |                 | -               | -               | -                  | -                  | -                  | -           | -           | -           | ?      | ?      |
| Totale GVV Unitas        | Totale GVV Unitas        | Totale GVV Unitas        | ?          | ?          |                 |                 |                 |                    |                    |                    |             |             |             | ?      | ?      |
| Totale carriera          | Totale carriera          | Totale carriera          | 406+       | 4+         |                 | 49              | 3               |                    | 37                 | 0                  |             | 3           | 0           | 495+   | 7+     |

### Cronologia presenze e reti in nazionale
| Cronologia completa delle presenze e delle reti in nazionale ― Paesi Bassi | Cronologia completa delle presenze e delle reti in nazionale ― Paesi Bassi | Cronologia completa delle presenze e delle reti in nazionale ― Paesi Bassi | Cronologia completa delle presenze e delle reti in nazionale ― Paesi Bassi | Cronologia completa delle presenze e delle reti in nazionale ― Paesi Bassi | Cronologia completa delle presenze e delle reti in nazionale ― Paesi Bassi | Cronologia completa delle presenze e delle reti in nazionale ― Paesi Bassi | Cronologia completa delle presenze e delle reti in nazionale ― Paesi Bassi |
| Data                                                                       | Città                                                                      | In casa                                                                    | Risultato                                                                  | Ospiti                                                                     | Competizione                                                               | Reti                                                                       | Note                                                                       |
| -------------------------------------------------------------------------- | -------------------------------------------------------------------------- | -------------------------------------------------------------------------- | -------------------------------------------------------------------------- | -------------------------------------------------------------------------- | -------------------------------------------------------------------------- | -------------------------------------------------------------------------- | -------------------------------------------------------------------------- |
| 12-10-1983                                                                 | Dublino                                                                    | Irlanda                                                                    | 2 – 3                                                                      | Paesi Bassi                                                                | Qual. Euro 1984                                                            | -                                                                          | 24’                                                                        |
| 14-3-1984                                                                  | Amsterdam                                                                  | Paesi Bassi                                                                | 6 – 0                                                                      | Danimarca                                                                  | Amichevole                                                                 | -                                                                          |                                                                            |
| 17-10-1984                                                                 | Rotterdam                                                                  | Paesi Bassi                                                                | 1 – 2                                                                      | Ungheria                                                                   | Qual. Mondiali 1986                                                        | -                                                                          |                                                                            |
| 20-11-1985                                                                 | Rotterdam                                                                  | Paesi Bassi                                                                | 2 – 1                                                                      | Belgio                                                                     | Qual. Mondiali 1986                                                        | -                                                                          | 80’                                                                        |
| 12-3-1986                                                                  | Lipsia                                                                     | Germania Est                                                               | 1 – 0                                                                      | Paesi Bassi                                                                | Amichevole                                                                 | -                                                                          | Ammonizione                                                                |
| 29-4-1986                                                                  | Eindhoven                                                                  | Paesi Bassi                                                                | 0 – 0                                                                      | Scozia                                                                     | Amichevole                                                                 | -                                                                          |                                                                            |
| 14-5-1986                                                                  | Dortmund                                                                   | Germania Ovest                                                             | 1 – 3                                                                      | Paesi Bassi                                                                | Amichevole                                                                 | -                                                                          |                                                                            |
| 10-9-1986                                                                  | Praga                                                                      | Cecoslovacchia                                                             | 1 – 0                                                                      | Paesi Bassi                                                                | Amichevole                                                                 | -                                                                          | 46’                                                                        |
| 15-10-1986                                                                 | Budapest                                                                   | Ungheria                                                                   | 0 – 1                                                                      | Paesi Bassi                                                                | Qual. Euro 1988                                                            | -                                                                          |                                                                            |
| 19-11-1986                                                                 | Amsterdam                                                                  | Paesi Bassi                                                                | 0 – 0                                                                      | Polonia                                                                    | Qual. Euro 1988                                                            | -                                                                          |                                                                            |
| 21-12-1986                                                                 | Limassol                                                                   | Cipro                                                                      | 0 – 2                                                                      | Paesi Bassi                                                                | Qual. Euro 1988                                                            | -                                                                          |                                                                            |
| 21-1-1987                                                                  | Barcellona                                                                 | Spagna                                                                     | 1 – 1                                                                      | Paesi Bassi                                                                | Amichevole                                                                 | -                                                                          |                                                                            |
| 25-3-1987                                                                  | Rotterdam                                                                  | Paesi Bassi                                                                | 1 – 1                                                                      | Grecia                                                                     | Qual. Euro 1988                                                            | -                                                                          |                                                                            |
| 29-4-1987                                                                  | Rotterdam                                                                  | Paesi Bassi                                                                | 2 – 0                                                                      | Ungheria                                                                   | Qual. Euro 1988                                                            | -                                                                          |                                                                            |
| 9-9-1987                                                                   | Rotterdam                                                                  | Paesi Bassi                                                                | 0 – 0                                                                      | Belgio                                                                     | Amichevole                                                                 | -                                                                          |                                                                            |
| 14-10-1987                                                                 | Zabrze                                                                     | Polonia                                                                    | 0 – 2                                                                      | Paesi Bassi                                                                | Qual. Euro 1988                                                            | -                                                                          |                                                                            |
| 28-10-1987                                                                 | Rotterdam                                                                  | Paesi Bassi                                                                | 8 – 0                                                                      | Cipro                                                                      | Amichevole                                                                 | -                                                                          |                                                                            |
| 9-12-1987                                                                  | Amsterdam                                                                  | Paesi Bassi                                                                | 4 – 0                                                                      | Cipro                                                                      | Qual. Euro 1988                                                            | -                                                                          |                                                                            |
| 23-3-1988                                                                  | Londra                                                                     | Inghilterra                                                                | 2 – 2                                                                      | Paesi Bassi                                                                | Amichevole                                                                 | -                                                                          |                                                                            |
| 19-10-1988                                                                 | Monaco di Baviera                                                          | Germania Ovest                                                             | 0 – 0                                                                      | Paesi Bassi                                                                | Qual. Mondiali 1990                                                        | -                                                                          | 38’                                                                        |
| 16-11-1988                                                                 | Roma                                                                       | Italia                                                                     | 1 – 0                                                                      | Paesi Bassi                                                                | Amichevole                                                                 | -                                                                          |                                                                            |
| 4-1-1989                                                                   | Ramat Gan                                                                  | Israele                                                                    | 0 – 2                                                                      | Paesi Bassi                                                                | Amichevole                                                                 | -                                                                          | 82’                                                                        |
| 23-9-1992                                                                  | Oslo                                                                       | Norvegia                                                                   | 2 – 1                                                                      | Paesi Bassi                                                                | Qual. Mondiali 1994                                                        | -                                                                          |                                                                            |
| 16-12-1992                                                                 | Istanbul                                                                   | Turchia                                                                    | 1 – 3                                                                      | Paesi Bassi                                                                | Qual. Mondiali 1994                                                        | -                                                                          |                                                                            |
| 24-2-1993                                                                  | Utrecht                                                                    | Paesi Bassi                                                                | 3 – 1                                                                      | Turchia                                                                    | Qual. Mondiali 1994                                                        | -                                                                          |                                                                            |
| Totale                                                                     |                                                                            | Presenze                                                                   | 25                                                                         |                                                                            | Reti                                                                       | 0                                                                          |                                                                            |

## Palmarès

### Giocatore

#### Competizioni nazionali
- Campionato olandese: 6

Ajax: 1981-1982, 1982-1983, 1984-1985, 1989-1990, 1993-1994, 1995-1996
- Coppa dei Paesi Bassi: 4

Ajax: 1982-1983, 1985-1986, 1986-1987, 1992-1993
- Supercoppa dei Paesi Bassi: 3

Ajax: 1993, 1994, 1995

#### Competizioni internazionali
- Coppa delle Coppe: 1

Ajax: 1986-1987
- Coppa UEFA: 1

Ajax: 1991-1992
- Supercoppa UEFA: 1

Ajax: 1995
- Coppa Intercontinentale: 1

Ajax: 1995